# Expal Systems
Expal Systems, col·loquialment coneguda com a Expal i antigament com a Explosivos Alaveses, S.A., és una indústria espanyola dedicada a la fabricació de municions i explosius. És fabricant de tot tipus de projectils, espoletes, carcasses i bombes, i exporta els seus productes als exèrcits de Turquia i Israel, a més de ser un dels subministradors de les Forces Armades espanyoles.

## Història
Fundada el 5 de gener de 1946, l'empresa va tenir la seva seu a Vitòria, d'aquí el nom d'«Explosivos Alaveses» ("Explosius Alabesos"), que va tancar la seva factoria a l'abril de 2004. Al juny de 2006 va reaparèixer iniciant una nova etapa, nomenant com a president a Francisco Torrente, ex-almirall de l'Armada Espanyola.
Expal Systems pertany a la corporació Maxam, abans denominada Unió Espanyola d'Explosius (UEE). Maxam agrupa sis empreses d'Espanya dedicades a la fabricació de tota classe d'explosius, tant en el terreny civil com en el militar, tres de les quals són: Explosivos de Burgos, Fabricaciones Extremeñas i Fabricaciones Metalúrgicas de Albacete, també de caràcter militar. L'any 2014 va subscriure un deute, a través d'Expal Systems, valorat en 450 milions d'euros, amb 16 entitats financeres, entre les que principalment es troben BBVA, Banesto, HSBC, Barclays i Bankia.
Des de 2010 també ocupa l'antiga Fàbrica de la Pòlvora de Santa Bàrbara, a Javalí Viejo, Múrcia, instal·lacions que romanien tancades des de la dècada de 1960. L'any 2019, l'assessor del partit d'extrema dreta Vox i del govern de José María Aznar durant l'ocupació de l'Iraq, Rafael Bardají, es va incorporar al consell d'administració.

## Productes
- Sistemes i granades de morter de 60mm, 81mm i 120mm.
- Munició d'artilleria i càrregues de projecció.
- Espoletes de granades, projectils i bombes d'aviació.
- Explosiu plàstic i artefactes de demolició.
- Participa en la fabricació del míssil IRIS-T per l'Eurofighter Typhoon.
- Desenvolupa les bombes BPG-2000, BR-250, BR-500, de 250 i 500 quilos respectivament i les bombes BRP-250 (frenades) i BRPS-250 (superfrenades), així com tota la família de bombes de la sèrie Mark 80.[1]